# Frygt - håb - fremtid
|  | Denne artikel er oprettet af botten PalnaBot ud fra en ekstern database. Den kan derfor have sproglige fejl eller mangler. Denne skabelon kan fjernes efter kontrol af indholdet. |

Frygt - håb - fremtid er en dokumentarfilm instrueret af Trine Vester, Pernelle Maegaard efter manuskript af Trine Vester, Pernelle Maegaard.

## Handling
Fortæl mig om fremtiden, og du siger noget om nutiden. En uhøjtidelig, eksperimenterende videoproduktion, hvor såkaldt almindelige mennesker af begge køn og flere aldre giver deres mening til kende. Hvad håber du, hvad frygter du, hvad tror du på? Del af serien »Video- og TV-Laboratoriet 1990«